# Edmund Lockyer

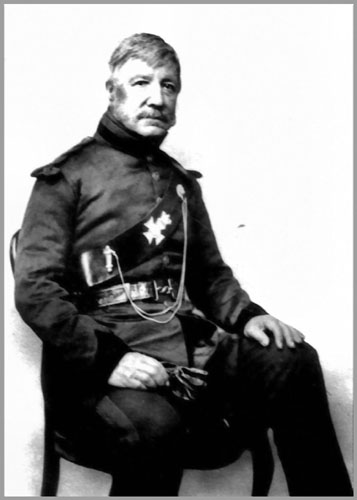
Edmund Lockyer

Edmund Lockyer (* 21. Januar 1784 in Plymouth, Devon, England; † 10. Juni 1860 in Woolloomooloo, Sydney, New South Wales, Australien) war ein britischer Soldat und Entdeckungsreisender in Australien.

## Frühe Jahre
Edmund Lockyer war der Sohn von Thomas Lockyer, einem Segelmacher, und seiner Frau Ann, geborene Grose. Lockyer trat im Juni 1803 in die Armee ein, wurde 1805 zum Leutnant, im gleichen Jahr zum Captain und im August 1819 zum Major befördert.
In Galle auf Ceylon (Sri Lanka) heiratete er am 12. August 1806 Agatha Young, die am 13. September 1816 in Ceylon verstarb. Am 6. Oktober 1816 heiratete er Sarah Morris.

## Australien

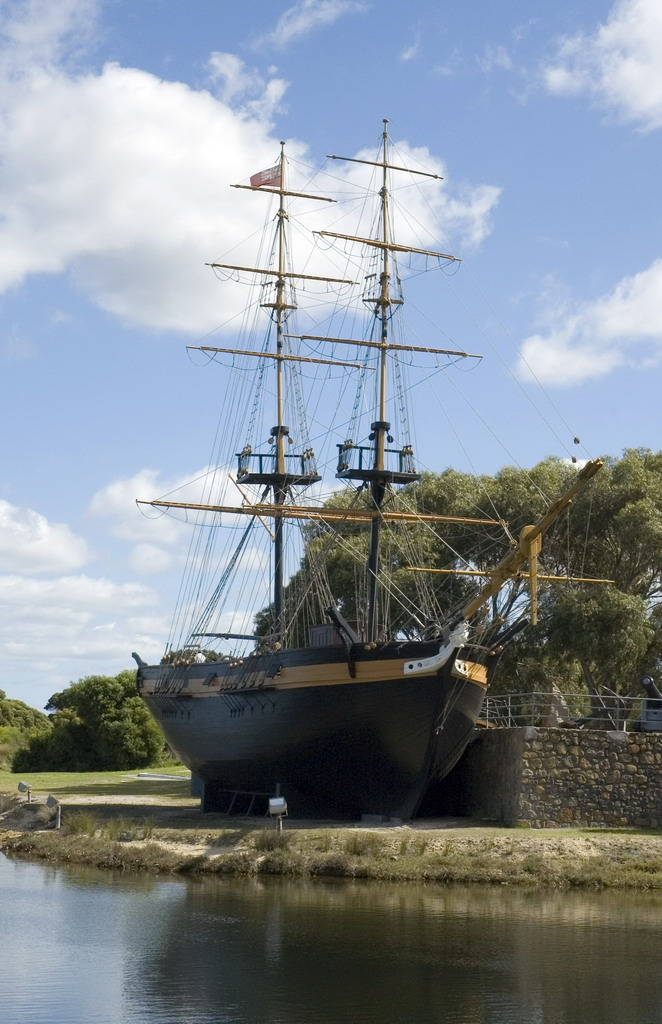
Nachbildung der Brigg Amity

Lockyer kam im April 1825 im Militärauftrag mit seiner Frau und seinen zehn Kindern in Sydney an.
Im August 1825 erhielt er den Auftrag, den oberen Brisbane River zu erkunden. Am 7. September kam er in Brisbane an und fuhr mit einem kleinen Boot flussaufwärts. Dabei kam er auf dem Brisbane River doppelt so weit wie der Entdecker John Oxley. Er entdeckte den Stanley River und ein großes, oberflächennahes Kohlevorkommen bei Ipswich, das erste, das in Australien aufgefunden wurde. Am 16. Oktober 1825 kehrte er nach Sydney zurück und erstattete Gouverneur Sir Thomas Brisbane Bericht über seine Erkundung.
Die Briten hatten die Befürchtung, dass die Franzosen eine Niederlassung im Gebiet des heutigen Western Australia aufbauen und sich festsetzen könnten. Deshalb gab Gouverneur Ralph Darling Edmund Lockyer den Auftrag, ihnen zuvorzukommen. Lockyer segelte am 9. November 1826 auf der Brigg Amity mit 23 Sträflingen, 20 Soldaten und dem Leutnant Festing bis zum King George Sound, den er am 25. Dezember 1826 erreichte. Mit seinem Personal baute er die Militärbasis Frederickstown auf, die erste Niederlassung von Europäern im Gebiet des heutigen Western Australia, das spätere Albany. Von zwei Robbenjägern, die er wegen Gewalttaten an Aborigines festnahm, erfuhr Lockyer, dass der französische Südsee- und Polarforscher Jules Dumont d’Urville bereits im November 1826 den Sound erkundet hatte.
Für den Februar 1827 plante Lockyer eine Expedition an den Swan River, gab dieses Vorhaben jedoch auf, als er erfuhr, dass James Stirling dieses Gebiet bereits erkundet hatte. Er übergab die Militärbasis an Captain Wakefield und als er im April 1827 nach Sydney zurückgekehrt war, demissionierte er den Militärdienst und ließ sich bei Sydney nieder.
Auf dem Land, auf dem er siedelte und Lockyersleigh nannte, betrieb er mit geringem Erfolg Viehwirtschaft. Als auf seinem Gelände Eisen entdeckt wurde, baute er die erste Eisengießerei Australiens auf. Er engagierte sich in der Politik und bekleidete verschiedene Posten in der öffentlichen Verwaltung. Im Legislative Council von New South Wales wurde er 1856 zum Gentleman Usher of the Black Rod ernannt.
Seine zweite Frau Sarah starb am 11. Juli 1853 und am 18. November 1854 heiratete er Eliza Colston (Coulson).

## Nachwirken
Ermington, eine Vorstadt von Sydney, ist nach einem von ihm gebauten Anwesen benannt. In Albany ist er als Stadtgründer anerkannt und ein Mahnmal aufgestellt. Der Lockyer Creek, Lockyer-Nationalpark, das Lockyer Valley und die Lockyer Valley Region in Queensland, sowie der Vorort von Albany Lockyer tragen seinen Namen.